# L'emigrant
|  | Aquest article tracta sobre l'obra de Jacint Verdaguer. Si cerqueu el microconte de Luis Felipe Lomelí, vegeu «L'emigrant (conte)». |

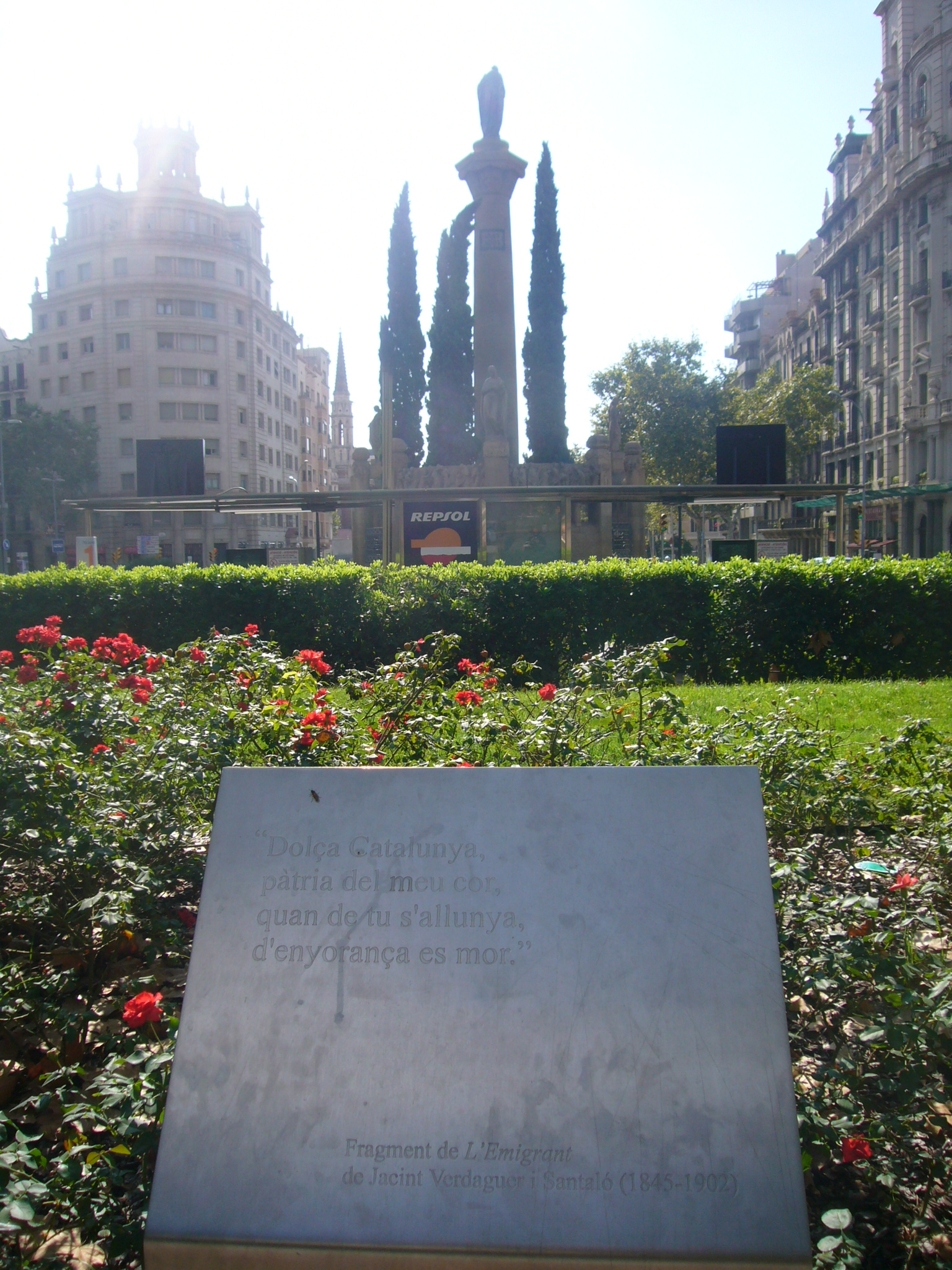
Placa amb fragment de L'emigrant, situada al Passeig de Sant Joan de Barcelona, darrera el monument a Verdaguer

L'emigrant és una obra coral amb text de Jacint Verdaguer i música d'Amadeu Vives. Dedicada a l'Orfeó Català i estrenada per aquest mateix orfeó el 8 d'abril de 1894, s'ha convertit amb el temps en un cant patriòtic nostàlgic, especialment per als exiliats, emblemàtic i representatiu de la identitat nacional catalana.
Aquest és un dels poemes més populars harmonitzats per Vives, que va sentir el poema per primera vegada de llavis del mateix Verdaguer al pis que aquest tenia al carrer Aragó de Barcelona. Quan Vives va compondre la música de L'emigrant, feia pocs mesos que havia mort la seva mare (1892).

## Lletra
| « | Tornada Dolça Catalunya, pàtria del meu cor, quan de tu s'allunya d'enyorança es mor. | » |

| « | I Hermosa vall, bressol de ma infantesa, blanc Pirineu, marges i rius, ermita al cel suspesa, per sempre adeu! Arpes del bosc, pinsans i caderneres, cantau, cantau; jo dic plorant a boscos i riberes: adeu-siau! II ¿On trobaré tos sanitosos climes, ton cel daurat?, mes ai, mes ai!, ¿on trobaré tes cimes, bell Montserrat? Enlloc veuré, ciutat de Barcelona, ta hermosa Seu, ni eixos turons, joiells de la corona que et posà Déu. III Adeu, germans; adeu-siau, mon pare, no us veuré més! Oh, si al fossar on jau ma dolça mare jo el llit tingués! Oh mariners, el vent que me’n desterra, que em fa sofrir! Estic malalt, mes ai!, torneu-me a terra, que hi vull morir! | » |